# Чореф Михайло Якович
Михайло Якович Чореф (21 жовтня 1932, Сімферополь — 13 травня 1999, Сімферополь) — радянський і український археолог, історик, автор публікацій, переважно з археології та історії пізньоантичного і середньовічного Криму. Михайло Якович віддав багато років вивченню історії караїмів і їх родового гнізда — міста Чуфут-Кале. Він залишив кілька невиданих книг, написав докладну історію Ескі-Кермену, караїмів у Криму, праця всього життя — історія Чуфут-Кале.

## Біографія
Незабаром після його народження родина переїхала на Кубань, де і зустріла війну. Був в евакуації у Дагестані і в Азербайджані. Після війни закінчив навчання в середній школі. У 1951–1955 рр. навчався в Кримському педагогічному інституті за спеціальністю «фізика і математика». Після закінчення вузу працював у середній школі вчителем фізики і математики, став завучем. У 1966 році за порадою свого вчителя і друга Є. В. Веймарна вступив на історичний факультет Сімферопольського педагогічного інституту, який закінчив у 1971 році. Під час навчання влаштувався на роботу др Бахчисарайського палацу, став завідувачем відділом «печерних міст».
У 1979 році Чореф був змушений піти з музею. Майже всі його праці залишилися неопублікованими. Він друкувався, переважно, у газетах. Єдиним винятком була стаття про пережитки язичництва у караїмів, надрукована у збірці «Релігії народів Криму». Про його рідкісну працездатності свідчить те, що з початку 70-х років він писав не менше 20 статей на місяць.
У передмові до книги М. Я. Чорефа «Кримські караїми» М. М. Казас писав:
|  | М. Я. Чореф віддав багато років вивченню історії караїмів та їх родового гнізда — міста Чуфут-Кале. Нам видається, що автор — останній з караїмів, хто має максимальну інформацію про історію цього міста, навколишню його територію і цвинтар з тисячолітньою історією. Оригінальний текст (рос.) М. Я. Чореф отдал многие годы изучению истории караимов и их родового гнезда — города Чуфут-Кале. Нам представляется, что автор — последний из караимов, кто имеет максимальную информацию об истории этого города, окружающей его местности и кладбище, имеющем тысячелетнюю историю. |

Його син, Михайло Михайлович — археолог, історик, та нумізмат Кримського ханства. На його думку, М. Я. Чореф був прихильником теорії єврейського походження кримських караїмів, підтримував тісні контакти з такими відомими ізраїльськими та російськими вченими, що вивчають історію та культуру цього етносу, як Д. Шапира, М. Езра, Н. В. Кошовской і ін. Однак у своїх дослідженнях був змушений враховувати точку зору лідерів місцевої караїмської громади, хоча і вважав її помилковою. Був одним з авторів «Караїмської народної енциклопедії» та газети «Караїмські весті» (Москва), на сторінках якої проявив себе як поет.

## Праці
- Шульц П. Н., Чореф М. Я. Новый рельеф сарматского круга. // Советская археология. — 1972. — № 1. — С. 135–145.
- Веймарн Е. В., Лобода И. И., Пиоро И. С., Чореф М. Я. Археологические исследования столицы княжества Феодоро // Феодальная Таврика. — Киев: Наукова думка, 1974.
- Веймарн Е. В., Чореф М. Я. «Корабль» на Каче. — Симферополь: Таврия, 1976. — 85 с.
- Веймарн Е. В., Чореф М. Я. Пещерный ансамбль Чильтер в Крыму // Пещеры Грузии. — Тбілісі: Мецниереба, 1978.
- Чореф М. Я. К вопросу об аланах в средневековом Крыму (Знаки над входом в городище Чуфт-Кале) // Археология и традиционная этнография Северной Осетии. — Орджоникидзе: СОНИИ, 1985. — С. 67.
- Чореф М. Я. Крымские караимы: элементы язычества / Боги Тавриды. История религий народов Крыма. — Севастополь, 1997. — С. 220–228. — ISBN 966-02-0143-5
- Чореф М. Я. Крымские караимы. — М., 1993.
- Веймарн Е. В., Чореф М. Я., Чореф М. М. К вопросу о существовании раннесредневековой пещерной церкви в районе Южных ворот Чуфут-Кале. // Sacrum et Profanum III. Небесные патроны и их земные служители. Сборник научных трудов / Ред.-сост. Н. А. Алексеенко, Ю. А. Бабинов, Х. Х. Хофман. — Севастополь: Максим, 2007. — С. 49-56.
- Чореф М. Я., Чореф М. М. Культовый комплекс у Южных ворот Чуфут-Кале. // Религия в жизни человека и общества. Тезисы докладов и сообщений. — Севастополь, 2008. — С. 78-79.